# مجيد أشميرو
مجيد أشميرو (مواليد 10 أكتوبر 1997) هو لاعب كرة قدم غاني يلعب كلاعب خط وسط لنادي أندرلخت في الدوري البلجيكي للمحترفين ومنتخب غانا لكرة القدم.

## مسيرته
بدأ مسيرته في نادي أكاديمية غرب أفريقيا لكرة القدم ثم تمت إعارته لأندية فولفسبيرغر وسانت غالن وأندرلخت وقام أندرلخت بعد إستعارته بالتعاقد معه بشكل كامل.

## وصلات
مجيد أشميرو على موقع الاتحاد الأوربي (الإنجليزية)
- مجيد أشميرو على موقع قاعدة بيانات كرة القدم.إي يو (الإنجليزية)
- مجيد أشميرو على موقع ناشيونال فوتبول تيمز (الإنجليزية)
- مجيد أشميرو على موقع Soccerway.com (الإنجليزية)
- مجيد أشميرو على موقع عالم كرة القدم.نت (الإنجليزية)

## وصلات خارجية
- مجيد أشميرو على موقع الاتحاد الأوربي (الإنجليزية)
- مجيد أشميرو على موقع قاعدة بيانات كرة القدم.إي يو (الإنجليزية)
- مجيد أشميرو على موقع ناشيونال فوتبول تيمز (الإنجليزية)
- مجيد أشميرو على موقع Soccerway.com (الإنجليزية)
- مجيد أشميرو على موقع عالم كرة القدم.نت (الإنجليزية)